# Eupithecia cingulata
Eupithecia cingulata är en fjärilsart som beskrevs av Hugo Theodor Christoph 1885. Eupithecia cingulata ingår i släktet Eupithecia och familjen mätare. Inga underarter finns listade i Catalogue of Life.